# 杖立温泉
杖立温泉（つえたておんせん）は、熊本県阿蘇郡小国町（旧国肥後国）にある温泉。温泉街の一部は大分県日田市に広がっており、両県を跨ぐ宿泊施設も存在している。

## 泉質
- 塩化物泉

湧出温度が約100℃である。

## 温泉街
杖立川沿いの谷間の狭地に大型旅館やこぢんまりとした旅館、湯治客を対象とした旅館など様々な旅館が19軒存在する。
温泉街では湯巡り手帳を発行している。
共同浴場は5軒存在する。元湯、薬師湯、御前湯、流泉湯、第二自然湯である。また、足湯のある公園も存在する。

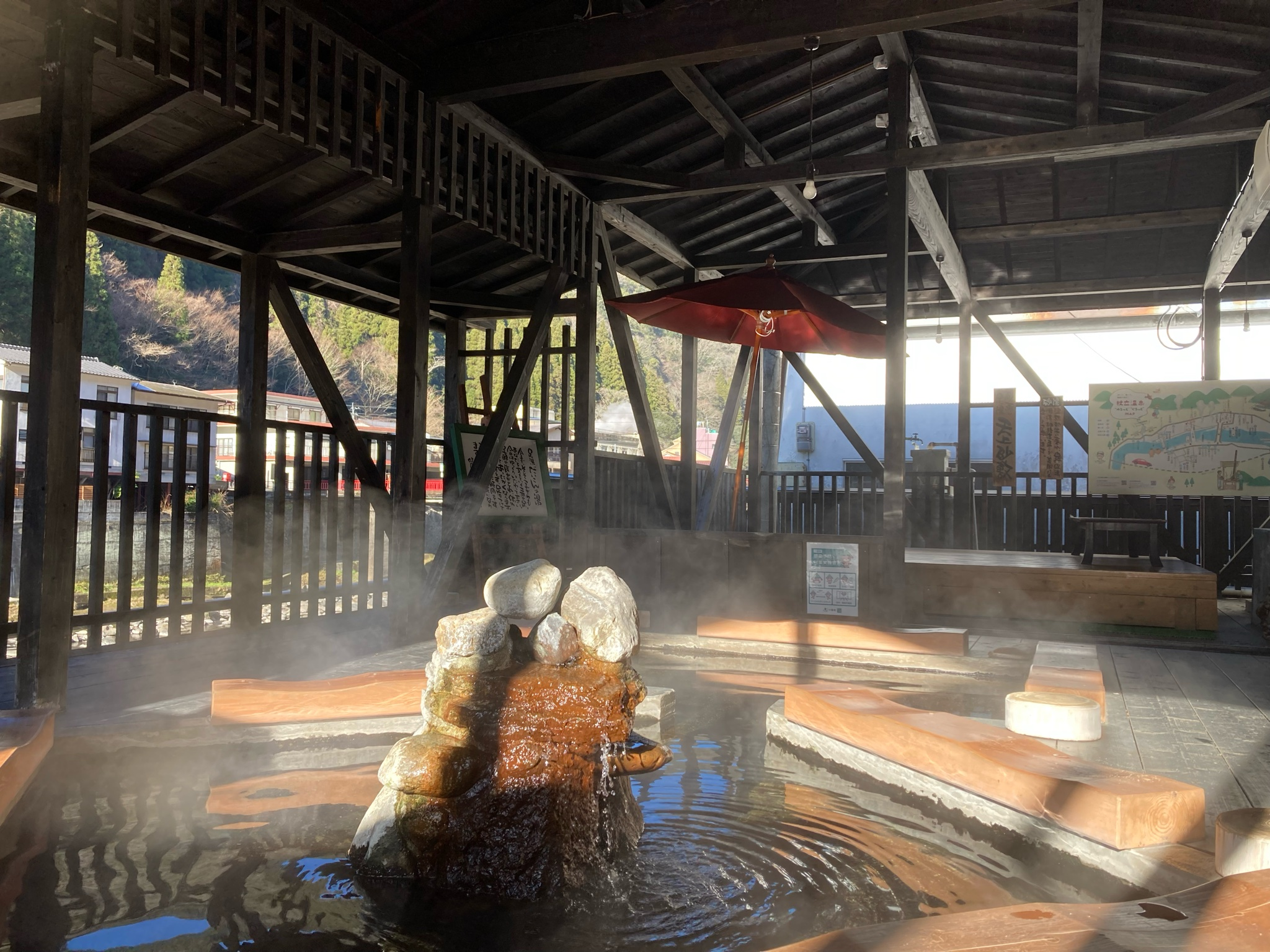
杖立温泉内にある足湯

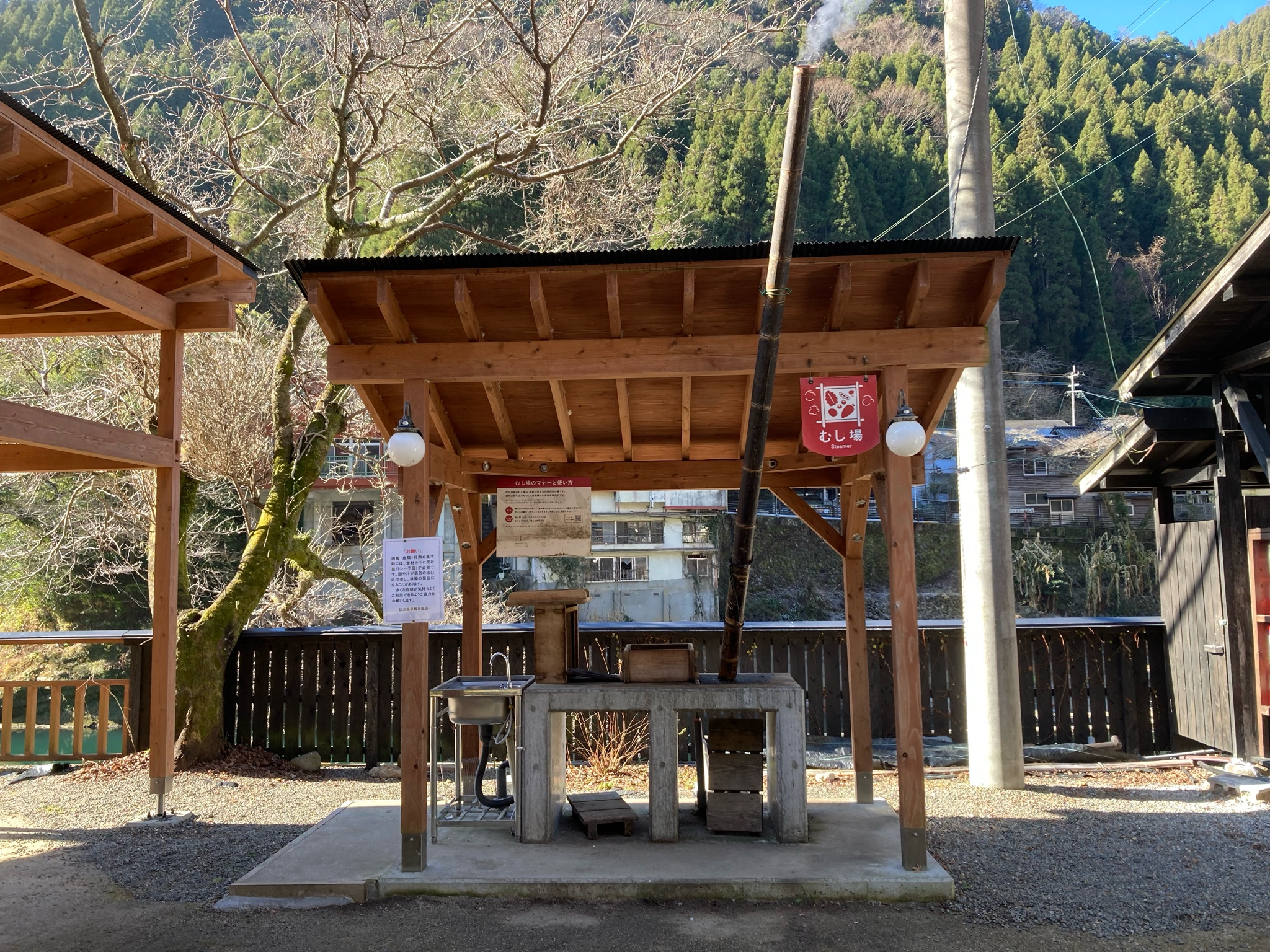
杖立温泉内にある蒸し場

なお、当温泉一帯は耶馬日田英彦山国定公園に含まれる。

## 歴史
開湯伝説によると、応神天皇の産湯として使われたとされることから約1800年の歴史があることになる。その際に使われた源泉が現在の共同浴場元湯の地から湧出していたと言われる。但し、現在の元湯は湯船の地での湧出ではなく、別の源泉からの引湯である。

杖立の地名は、一説には、杖の助けを借りてやってきた人が、湯治により健康を取り戻し、帰る時には杖なしで済むという弘法大師（空海）の由来（それだけ効能があるということ）から名づけられたものとされる。以下の短歌が温泉名の由来となった。
一方で、温泉街の西側の一部が所在する大分県日田市には「津江」という地名が見られ、杖立と関連があると考えられる。地理学者の松尾俊郎によれば、中国・四国・九州地方に多数存在する津江という地名は「潰ゆ、潰える」と同根で崖を意味する地名のひとつであり、杖立も同様ではないかと疑われる。
江戸時代は熊本藩の御前湯が置かれた。現在は共同浴場御前湯となっている。
明治時代以降は野口雨情などの文化人も訪れた。
戦後は昭和28年西日本水害により、旅館等に被害を受けたものの復興し、「九州の奥座敷」と呼ばれ、歓楽街温泉としても栄えた。その後温泉客の嗜好の変化などに伴い、近傍の黒川温泉などが脚光を浴びるのとは対照的に、衰退する傾向にあった。しかし近年、温泉情緒や歴史的由来等、背戸屋と呼ばれる町並みの散策、蒸し湯などの特徴を生かしたまちづくり的活動が、盛んになりつつある。

## こいのぼり祭り

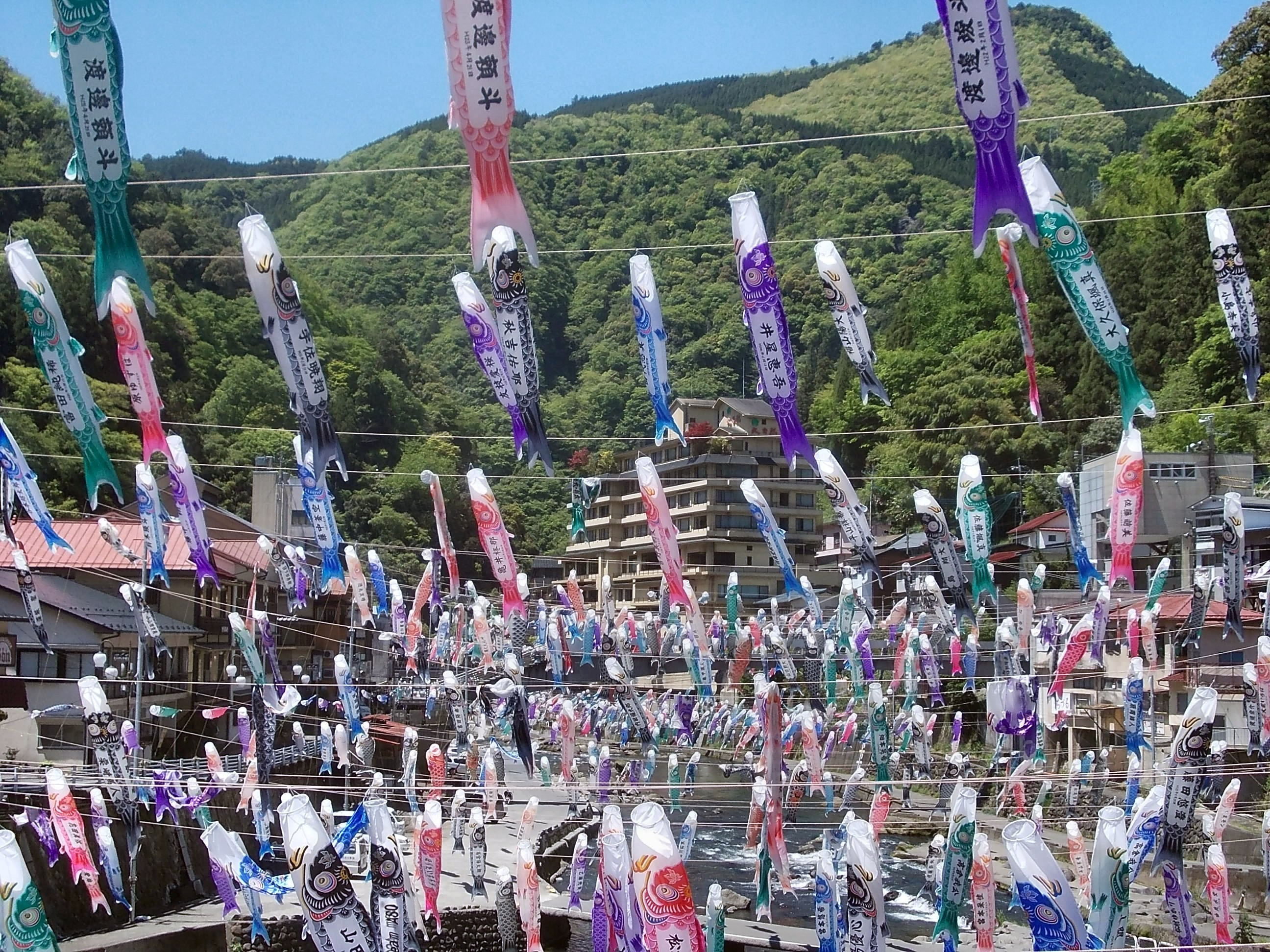
こいのぼり祭り

5月の風物詩として河川を跨いで、群れを成すようにこいのぼりを泳がせるイベントが全国で見られるが、その発祥地がこの杖立温泉である。4月1日から5月6日まで続く「こいのぼり祭り」と呼ばれるこのイベントは昭和55年頃より始まっており、開始当初は40匹という少数であったが、現在では3000匹～3500匹が杖立川を泳ぐように掲げられ、全国から観光客が訪れる。鯉のぼり祭りが終わると、杖立温泉祭が5月27日・28日の2日間行われ、夜になると温泉街の特設舞台で杖立の青壮年による芝居が2日間行われる。この歴史は古く、源流は明治時代にまで遡るという。以前は温泉街あげて行われ大変な賑わいだったが、近年は夜の芝居のみとなっている。そして、その昔、竜（竜神）が大暴れしたという伝説が杖立にはある。

## アクセス
公共交通
- JR九州豊肥本線阿蘇駅から九州産交バス杖立温泉行に乗車し終点下車。
- JR九州久大本線日田駅から日田バス杖立温泉行に乗車し終点下車。

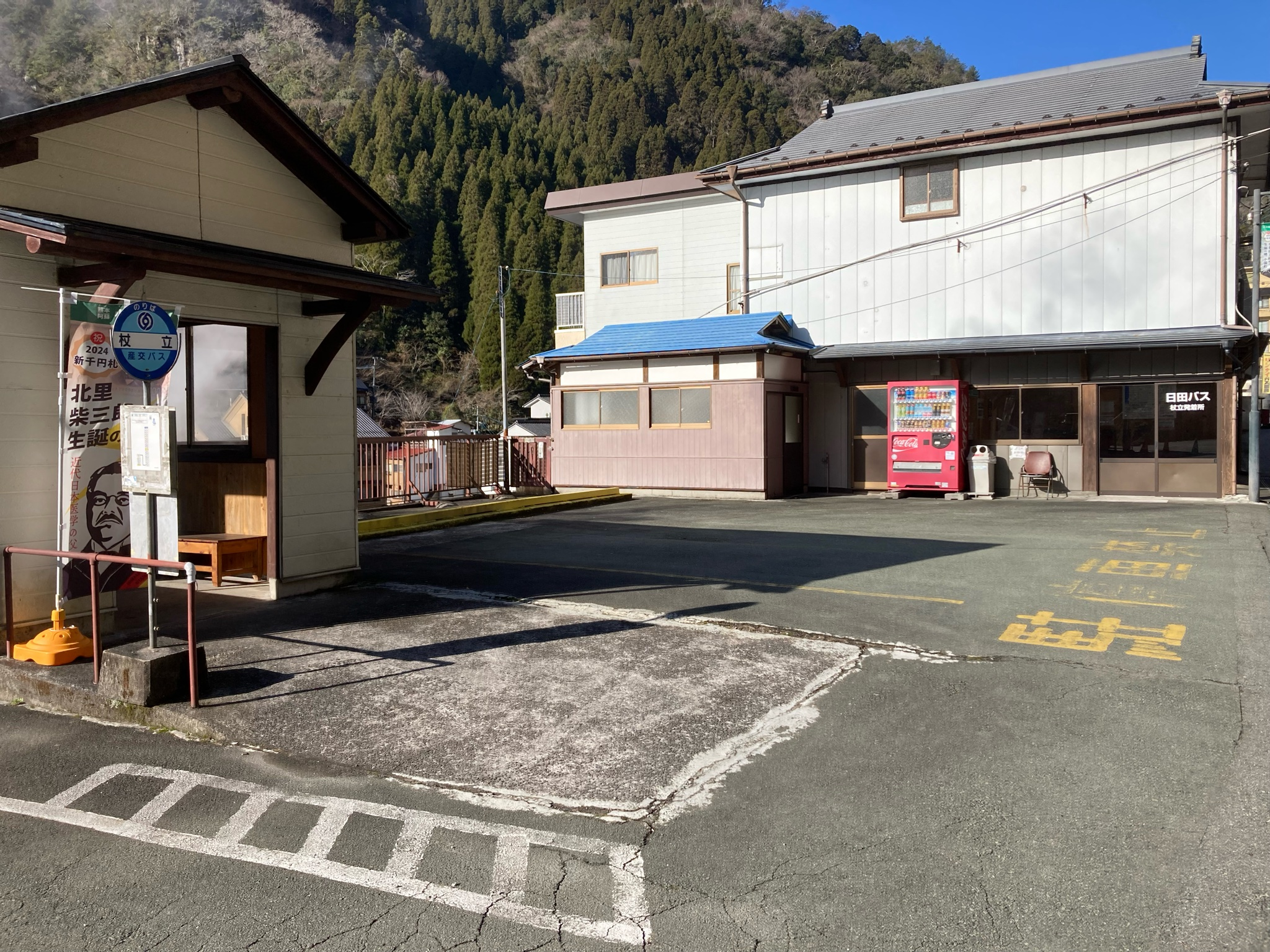
杖立温泉（バス停）

- 杖立温泉（バス停）西鉄天神高速バスターミナル・博多バスターミナルから高速バス福岡 - 黒川温泉線に乗車し「杖立温泉」下車。

自家用車
- 九州自動車道熊本インターチェンジから国道57号・国道212号を経由し63㎞。
- 大分自動車道日田インターチェンジから国道212号を南下し25㎞。
  - 温泉街へは杖立トンネルではなく、その脇にある旧道へ入る。